# Shimmy Shimmy Ya
«Shimmy Shimmy Ya» второй сингл Ol' Dirty Bastard из его дебютного альбома Return to the 36 Chambers: The Dirty Version. Видео было снято в стиле 70-х годов, когда были модными причёски «афро» и туфли на платформе. ODB ссылается на «небольшой танец с девушками».
Studio Ton remix был сделан совместно с MC Eiht & E-40, был выпущен как песня на рекламном сингле. Видео ремикса было снято со спецэффектами с участием огня. Песня заняла 59-е место на VH1 в рейтинге «100 лучших песен в жанре хип-хоп».

## Список композиций

### EP версия
1. Shimmy Shimmy Ya (Extended Version) — 3:48
2. Shimmy Shimmy Ya (LP Version) — 2:41
3. Baby C’mon (LP Version) — 3:38
4. Shimmy Shimmy Ya (Extended Instrumental) — 3:38
5. Baby C’mon (LP Instrumental) — 3:40
6. Shimmy Shimmy Ya (Extended Acapella) — 3:27

### Remix Single
1. Shimmy Shimmy Ya (Studio Ton Remix) — 4:10

### Семплы
- «Hip-Hug-Her» (Booker T. & the MG's)
- «I Like It» (Emotions)
- «Knocks Me Off My Feet» (Стиви Уандер)
- «Have Your Ass Home By — 11:00» (Ричард Прайор)

## Позиции в чартах
- U.S Billboard R&B/hip-hop songs — 47-е место
- U.S Billboard Hot 100 — 62-е место